# سدیم دهیدرواستات
سدیم دهیدرواستات (به انگلیسی: Sodium dehydroacetate) با فرمول شیمیایی C۸H۷NaO۴ یک ترکیب شیمیایی است. 